# Jüdische Gemeinde Toul

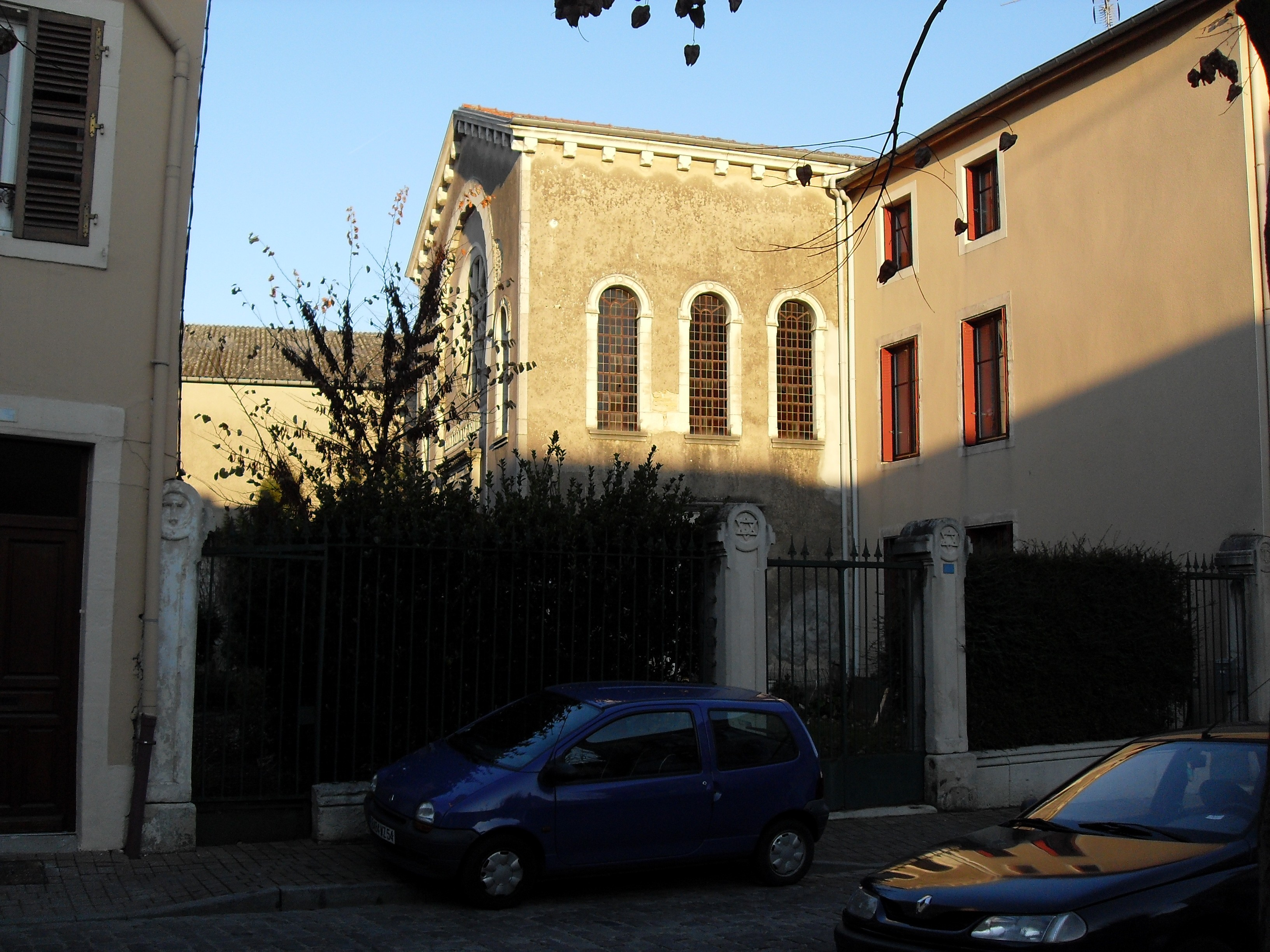
Synagoge in Toul

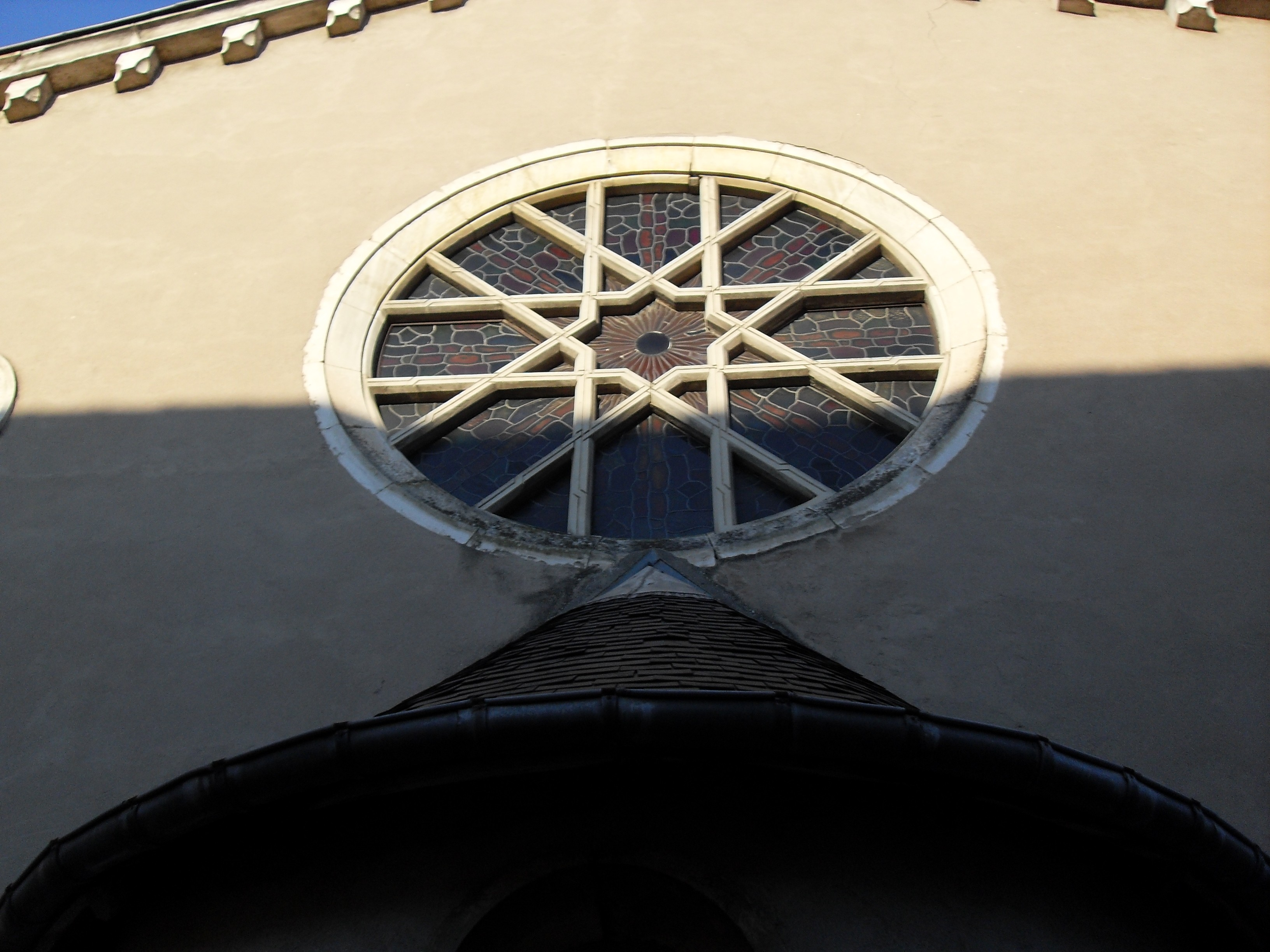
Rosette der Synagoge von Toul

Eine Jüdische Gemeinde in Toul, einer französischen Stadt im Département Meurthe-et-Moselle in Lothringen, bestand bereits im Mittelalter.

## Geschichte
Im Jahr 1808 zählte die jüdische Gemeinde Toul bereits 534 Mitglieder bei einer Gesamteinwohnerzahl von circa 7500.

## Synagoge
Die Synagoge in der Rue de La Halle Nr. 15 wurde um 1812 erbaut und 1862 im maurischen Stil umgebaut. Die Synagoge ist seit 1996 als Baudenkmal (monument historique) geschützt. Der Toraschrein und die Gesetzestafeln sind noch erhalten, aber seit Jahrzehnten wird die Synagoge nicht mehr für den Gottesdienst genutzt.

## Friedhof
Der jüdische Friedhof von Toul liegt in der Rue de Briffoux, entlang der Eisenbahnlinie und gegenüber dem christlichen Friedhof.

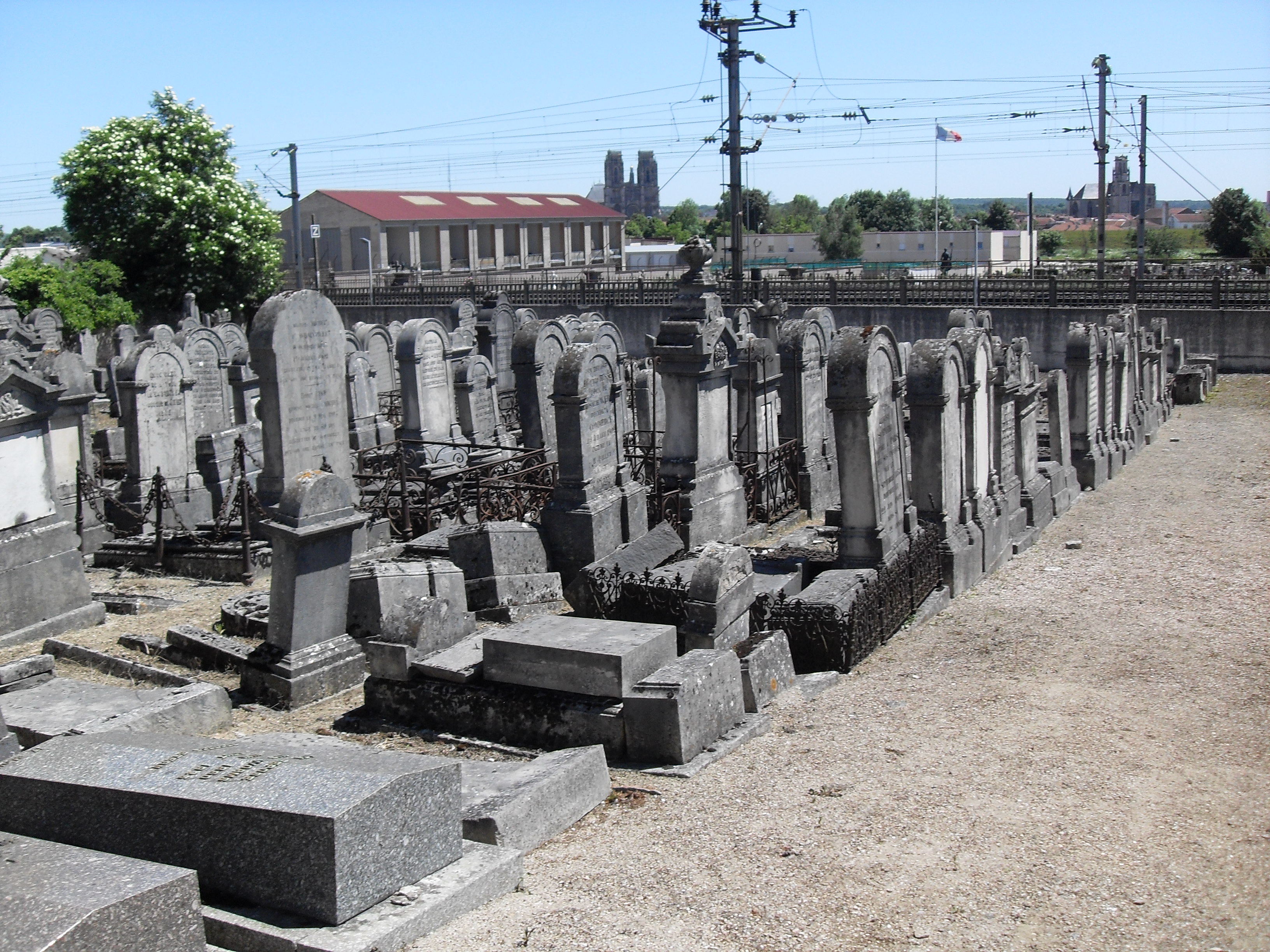
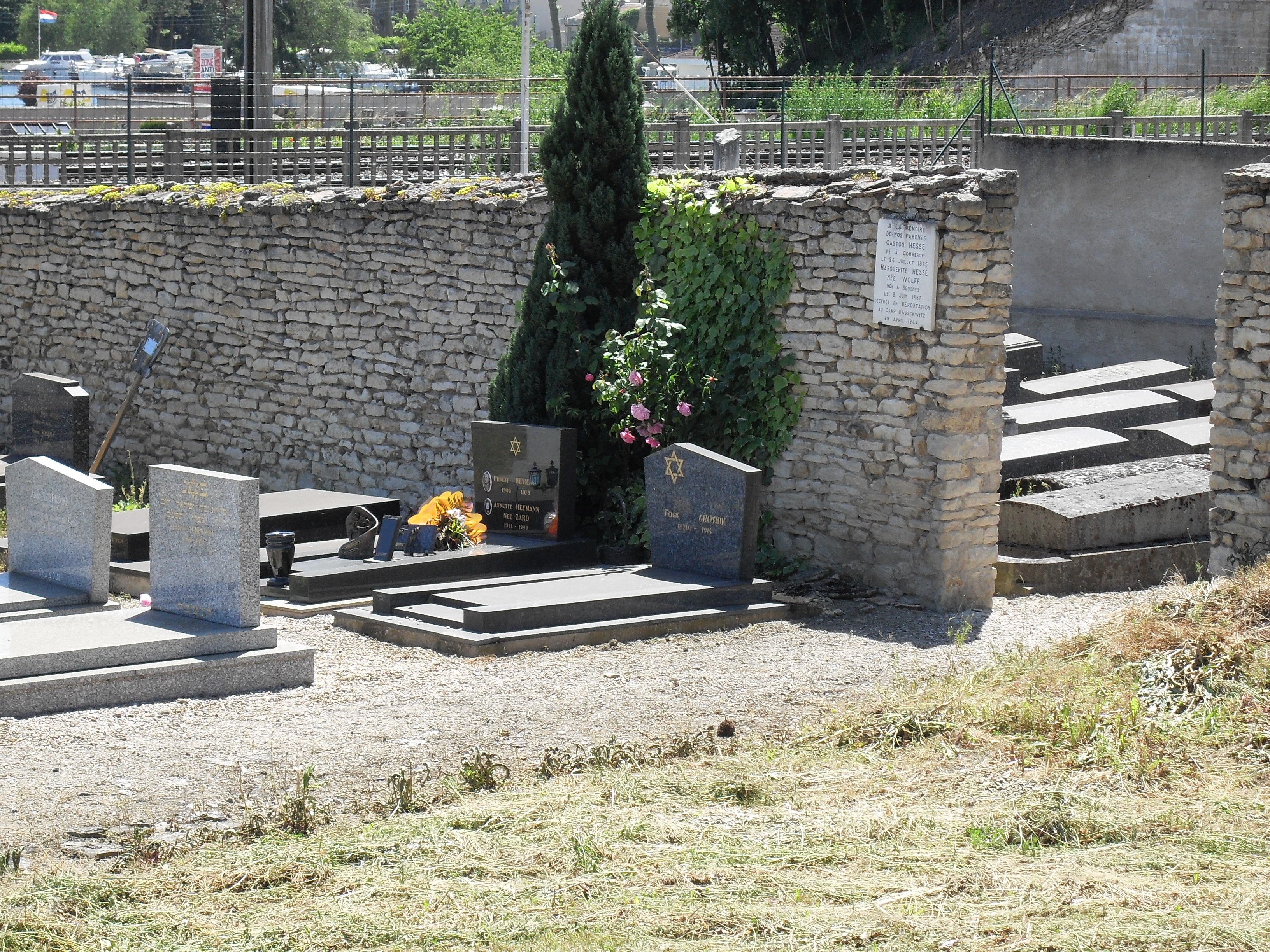
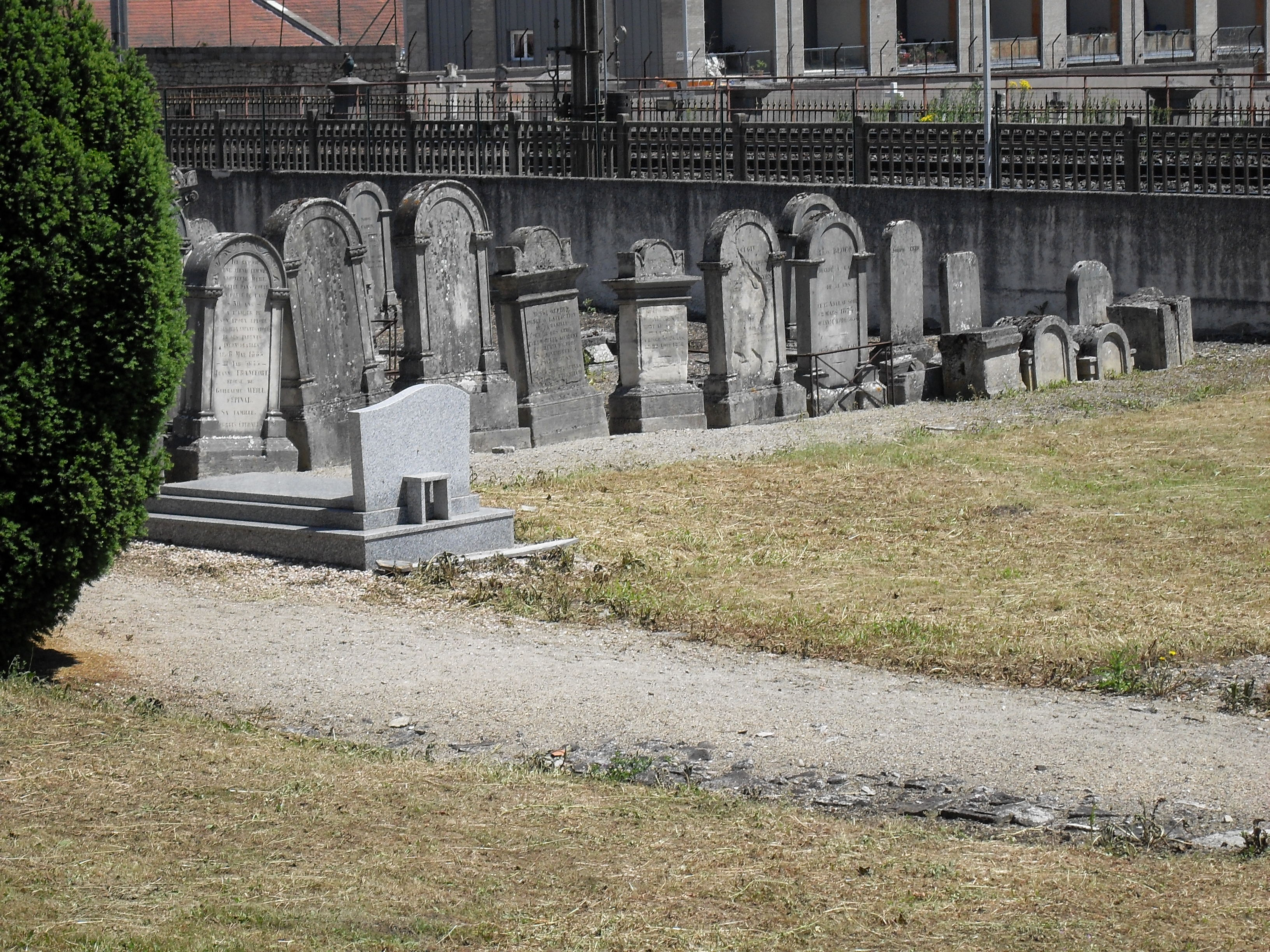